# Sławomir Stasiak (duchowny)
Sławomir Jan Stasiak (ur. 8 grudnia 1965 w Dzierżoniowie) – polski duchowny katolicki, dr hab., profesor nadzwyczajny Instytutu Nauk Biblijnych i rektor Papieskiego Wydziału Teologicznego we Wrocławiu, Kanonik Honorowy Kapituły Katedralnej Legnickiej.

## Życiorys
Urodził się 8 grudnia 1965 r. w Dzierżoniowie jako syn Stanisława i Janiny z domu Urban. Chrzest św. przyjął w rodzinnej miejscowości 25 grudnia 1965 r. w  Gilowie. Jego rodzice mieli pięcioro dzieci: trzy córki i dwóch synów. Sławomir był piątym dzieckiem. Do Szkoły Podstawowej uczęszczał w Roztoczniku, gdzie ukończył 4 klasy, a następnie w Dzierżoniowie. Uczył się w Liceum Ogólnokształcącym w Dzierżoniowie, gdzie 31 maja 1984 r. zdał maturę. Zaraz po maturze wstąpił do Wyższego Seminarium Duchownego we Wrocławiu. Sakrament święceń otrzymał 19 maja 1990 r. z rąk kard. Henryka Gulbinowicza w Katedrze Wrocławskiej. Jako neoprezbiter został skierowany do parafii Chrystusa Króla w Bolesławcu.
26 czerwca 1998 r. obronił pracę doktorską pt.: Specyfika rzeczownikowych terminów eschatologicznych w Listach Pasterskich, następnie uzyskał stopień doktora habilitowanego. Został zatrudniony na stanowisku adiunkta w Instytucie Teologii Systematycznej Papieskiego Wydziału Teologicznego we Wrocławiu.
Był prorektorem Wyższego Seminarium Duchownego w Legnicy. Piastował funkcję profesora nadzwyczajnego w Instytucie Nauk Biblijnych oraz prorektora na Papieskim Wydziale Teologicznym we Wrocławiu. W 2022 roku został wybrany rektorem PWT. Członek Zarządu Stowarzyszenia Biblistów Polskich w kadencji 2023–2028.